# Дардські мови
Дардські мови — одна з груп індоарійських мов. Поширені серед дардських народів, що населяють гірські й передгірні райони на півночі Афганістану, Пакистану та Індії. Кількість носіїв понад 5 млн чол. (оцінка 1990-х рр.).
У минулому деякі вчені вважали дардські мови окремою гілкою індоіранських мов, рівновіддаленою від іранської та індоарійської гілок, проте ця думка була відкинута.

На думку деяких вчених, дардські мови не належать до власне індоарійських, але становлять з ними найближчу спорідненість.